# Veronica McAleer
Veronica McAleer (ehemals Veronica Brebner) ist eine Maskenbildnerin.

## Leben
McAleer begann ihre Karriere im Filmstab 1997 mit John Maddens Historiendrama Ihre Majestät Mrs. Brown. Gleich für ihren ersten Film war sie 1998 zusammen mit Lisa Westcott und Beverley Binda für den Oscar in der Kategorie Bestes Make-up und beste Frisuren nominiert, es gewann in diesem Jahr jedoch der Science-Fiction-Film Men in Black. Bereits im darauf folgenden Jahr erhielt sie ihre zweite Oscar-Nominierung, zog aber zusammen mit Lisa Westcott gegen Elizabeth den Kürzeren. McAleer wirkte unter renommierten Regisseuren wie Tim Burton, Oliver Parker und Ron Howard.
Sie war neben ihren Filmengagements auch gelegentlich für das Fernsehen tätig. Für ihr Wirken an der HBO-Produktion The Life and Death of Peter Sellers wurde sie 2005 mit einem Primetime Emmy ausgezeichnet.
Veronica McAleer gründete in Birmingham das Trainingszentrum „Makeup“, in dem Kurse für Makeup und Maskenbildung angeboten werden.

## Filmografie (Auswahl)
- 1997: Ihre Majestät Mrs. Brown (Mrs Brown)
- 1998: Shakespeare in Love
- 1999: Mansfield Park
- 2002: The Gathering
- 2004: The Life and Death of Peter Sellers
- 2004: Wimbledon – Spiel, Satz und … Liebe (Wimbledon)
- 2005: The Jacket
- 2006: The Da Vinci Code – Sakrileg (The Da Vinci Code)
- 2008: Tintenherz (Inkheart)
- 2010: Kampf der Titanen (Clash of the Titans)
- 2011: Pirates of the Caribbean – Fremde Gezeiten (Pirates of the Caribbean: On Stranger Tides)
- 2012: John Carter – Zwischen zwei Welten (John Carter)
- 2016: Assassin’s Creed
- 2019: Dumbo
- 2021: The Colour Room

## Auszeichnungen (Auswahl)
- 1998: Oscar-Nominierung in der Kategorie Bestes Make-up und beste Frisuren für Ihre Majestät Mrs. Brown
- 1999: Oscar-Nominierung in der Kategorie Bestes Make-up und beste Frisuren für Shakespeare in Love